# Nodar Dumbadze
Nodar Dumbadze (în georgiană ნოდარ დუმბაძე; n. 14 iulie 1928, Tbilisi, Republica Sovietică Socialistă Gruzină – d. 4 septembrie 1984, Tbilisi, Republica Sovietică Socialistă Gruzină, URSS) a fost scriitor georgian.
În 1980, Nodar Dumbadze a fost decorat cu Premiul Lenin.

## Biografie
Nodar Doumbadze s-a născut la 14 iulie 1928 la Tflis / Tbilisi. A crescut la rudele sale din Khidistavi, un mic sat din vestul Georgiei. După liceu a intrat la Universitatea de Științe Economice din Tbilisi, pe care a absolvit-o în 1950. A mai lucrat acolo câțiva ani ca asistent de laborator.
Din 1957, Nodar s-a dedicat în întregime scrisului și a colaborat cu ziarele Aurora (în georgiană, ცისკარი) și Crocodilul (în georgiană, ნიანგის}}). Din 1962 până în 1965 a fost membru al departamentului de scenarii al studiourilor Kartuli Pilmi. În 1965 a revenit la revista Crocodilul, unde a devenit redactor-șef, funcție pe care a ocupat-o până în 1973.
În 1979 a făcut parte din Sovietul Naționalităților Sovietului Suprem, reprezentând R. S. S. Gruzină.
În septembrie 2009, mormântul său a fost mutat în panteonul Mtatsminda.

## Operă

### Povestiri
- Helados
- Sângele
- Demoni
- Țiganii
- Câinele
- Mama
- De unde vine șoimul din oraș?
- Dorinta
- Nu-l grăbi!
- Diderot
- Tamerlan
- Pasărea mică
- Cimitirul
- Corrida
- Soarele

### Povestiri „istorice”
- La Cucaracha

### Romane
- 1960 — Eu, bunica, Iliko și Ilarion
- 1962 — Văd Soarele
- 1967 — Noapte solară
- 1971 — Nu-ți face griji, mamă!
- 1973 — Steaguri albe
- 1978 — Legea eternității

### Scenarii originale
- 1973 — Drum bun (realizatoarea filmului, Lana Gogoberidze)
- 1973 — Apelul (realizatorul filmului, Karaman Mgeladze)

### Scenarii adaptate după scrieri proprii
- 1963 — Eu, bunica, Iliko și Ilarion (realizator al adaptării, Tenghiz Abuladze)
- 1965 — Văd Soarele
- 1982 — La Cucaracha
- 1990 — Steaguri albe